# اوه عزیزم (فیلم)
اوه عزیزم (به هندی: Sanam Re) یا تقدیر عاشقانه فیلمی محصول سال ۲۰۱۶ و به کارگردانی دیویا خوسلا کومار است. در این فیلم بازیگرانی همچون اورواشی رائوتلا، پولکیت سامرات، یامی گوتام، ریشی کاپور، کتکی داو، مانوج جوشی، دیویا خوسلا کومار ایفای نقش کرده‌اند.